# AMX Mouse

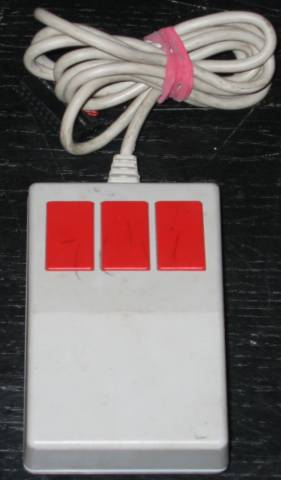
AMX Mouse typ 2

AMX mouse je počítačová myš vyráběná britskou společností Advanced Memory Systems. Používala se u různých počítačů, např. BBC Micro, Amstrad CPC a Sinclair ZX Spectrum. S myší byl dodávaný program AMX Art. K počítačům Sinclair ZX Spectrum bylo dále dodáváno programové vybavení, které rozšiřovalo Sinclair BASIC o 28 nových příkazů a umožňovalo tak využití myši přímo z Basicu.

## Technické informace

### Amstrad CPC
K počítačům Amstrad CPC se myš připojuje pomocí portu pro joystick. Interface dodávaný s touto myší převádí signály jdoucí z myši na signály simulující joystick. Ke čtení stavu myši je využíváno přerušení, které je generováno na frekvenci 300 Hz.

### Amstrad PCW
Interface pro připojení myši k počítačům Amstrad PCW je založen na integrovaném obvodu 8255. Ke své činnosti používá čtyři porty 160-163 s následujícím významem:
| desítkově | šestnáctkově | význam                     |
| 160       | A0           | vertikální pohyb           |
| 161       | A1           | horizontální pohyb         |
| 162       | A2           | tlačítka myši              |
| 163       | A3           | řídicí registr obvodu 8255 |

Velikost pohybu myši nahoru, resp. vpravo je možné číst na spodních čtyřech bitech portu 160, resp. 161 (brána A, resp. brána B obvodu 8255), velikost pohybu myši dolu, resp. vlevo je možné číst na horních čtyřech bitech portu 160, resp. 161.

### BBC Micro
U počítačů BBC Micro se myš připojuje do uživatelského portu těchto počítačů.

### Sinclair ZX Spectrum
Interface pro připojení myši k počítačům Sinclair ZX Spectrum je založen na integrovaném obvodu Z80 PIO. Kromě portu pro myš tento interface obsahuje i paralelní port.
Interface ke své činnosti používá pět portů. Tři porty (31, 63, 223) jsou určeny pro komunikaci s myší, dva porty (95, 127) slouží ke konfiguraci obvodu Z80 PIO.
Pohyb myši v každém směru způsobí, že obvod Z80 PIO vyvolá přerušení (při pohybu v ose X je vyvoláno přerušení brány A obvodu Z80 PIO, při pohybu v ose Y je vyvoláno přerušení brány B), obslužný program příslušného přerušení pak čtením stavu portu 31 zjistí, zda pohyb myši byl směrem vpravo či vlevo, resp. čtením stavu portu 63 zjistí, zda pohyb myši byl směrem nahoru či dolů.

#### Používané porty
| desítkově | šestnáctkově | význam                                      |
| 31        | 1F           | Směr pohybu v ose X, data paralelního portu |
| 63        | 3F           | Směr pohybu v ose Y, data paralelního portu |
| 223       | DF           | tlačítka myši                               |
| 95        | 5F           | řídicí registr kanálu A obvodu Z80 PIO      |
| 127       | 7F           | řídicí registr kanálu B obvodu Z80 PIO      |